# Belägringen av Malchin
Belägringen av Malchin var en svensk belägring av den mecklenburgska staden Malchin under trettioåriga kriget.